# Molen van Risseeuw
De Molen van Risseeuw is een opvallende molenromp die zich bevindt aan de Oude Rijksweg te Breskens. Ze is vrijwel geheel met klimop begroeid.
Oorspronkelijk betrof het een ronde stenen stellingmolen die gebouwd is in 1858 en in gebruik was als korenmolen.
De bouwer was Johannes Cornelis Cappon maar in 1874 werd de familie Risseeuw eigenaar. In 1938 werd de molen onttakeld en werd een elektrische maalderij begonnen. De molen liep in 1944, toen Breskens zwaar werd gebombardeerd, ook enige schade op maar ze bleef intact. Er werd zelfs na de oorlog nog enige tijd in gemalen.
Het bovenwiel werd gebruikt om de molen Nooit Gedacht te Cadzand te herstellen. Dit ging verloren bij de brand van 1974.
De incomplete molen heeft de status rijksmonument.